# Warangi
Warangi (nep. बारंगी) – gaun wikas samiti we wschodniej części Nepalu w strefie Kośi w dystrykcie Morang. Według nepalskiego spisu powszechnego z 2001 roku liczył on 608 gospodarstw domowych i 3383 mieszkańców (1753 kobiet i 1630 mężczyzn).